# 湯姆·泰勒
湯姆·泰勒（英語：Tom Taylor，2001年7月16日—）是一位英格兰男演員。他知名於在電影《黑塔》（2017年）中飾演傑克·錢伯斯（Jake Chambers）以及在BBC One電視劇《福斯特医生》（2015-2017年）中飾演湯姆·福斯特（Tom Foster）。他在HBO奇幻電視劇《龍族前傳》第二季（2024年）飾演克雷根·史塔克（Cregan Stark）。

## 早年生活
湯姆·泰勒在2001年7月16日出生於英格兰薩里郡。泰勒的前任老師雷切爾·貝爾（Rachel Bell）告訴他，一名經紀人將來他就讀的戲劇學校面試學生；他參加了試鏡，並與他的第一個經紀人簽約。

## 職業生涯
2015年，泰勒在BBC Two中世紀劇集《最後的王國》中飾演年輕的烏特雷德（Young Uhtred）首次亮相電視螢幕。同年，他在BBC One電視劇《福斯特医生》中飾演湯姆·福斯特（Tom Foster）。次年，他在經過全球選角後得到在《黑塔》中飾演角色傑克·錢伯斯（Jake Chambers）的機會，該電影於2017年上映。
2023年，他被選中在HBO奇幻電視劇《龍族前傳》中飾演克雷根·史塔克（Cregan Stark），該劇第二季在2024年6月16日上線。

## 作品列表
| † | 表示尚未發行的作品 |

### 電影
| 年份 | 片名                 | 角色            | 附註 |
| ---- | -------------------- | --------------- | ---- |
| 2017 | 《黑塔》             | 傑克·錢伯斯（Jake Chambers） |      |
| 2019 | 《魔劍少年》         | 蘭斯（Lance）        |      |
| 2023 | 《狂喜之路》（Path to Ecstasy）     | 萊恩（Ryan）        | 短片 |
| 2023 | 《一切始於一見鍾情》 | 路德·瓊斯（Luther Jones）   |      |

### 電視
| 年份 | 片名           | 角色               | 電視台    | 附註                  |
| ---- | -------------- | ------------------ | --------- | --------------------- |
| 2015 | 《最後的王國》 | 年輕的烏特雷德（Young Uhtred） | BBC Two   | 單集：“Episode #1.1”  |
| 2015 | 《传奇卧底》   | 年輕的馬丁（Young Martin）     | TNT       | 2集                   |
| 2015 | 《福斯特医生》 | 湯姆·福斯特（Tom Foster）    | BBC One   | 主要角色；10集        |
| 2020 | 《我們》       | 阿爾比·彼得森（Albie Petersen）  | BBC One   | 迷你劇；主要角色；4集 |
| 2021 | 《親密謊言》   | 芬·哈丁（Finn Harding）        | Channel 4 | 迷你劇；主要角色；6集 |
| 2023 | 《謎失港灣》   | 馬特·梅特卡夫（Matt Metcalf）  | ITV       | 6集                   |
| 2024 | 《龍族前傳》   | 克雷根·史塔克（Cregan Stark）  | HBO       | 主要角色              |

## 外部連結
- 湯姆·泰勒在互联网电影资料库（IMDb）上的資料（英文）